# 포니 캐년
포니 캐년(영어: Pony Canyon, Inc., 일본어: 株式会社ポニーキャニオン)은 후지산케이 그룹 산하의 대형 영상·음악 소프트 제작사이다. 후지 미디어 홀딩스의 자회사로, 회사의 영상 음악 그룹에 속한다.

## 소속 음악가
- Λucifer
- W-inds.
- 우에토 아야
- 우치다 마아야
- 엔도 유리카
- 오쿠 하나코
- 코지마 마유미
- 시모카와 미쿠니
- 타케타츠 아야나
- 미모리 스즈코
- 김정훈
- 박보검
- 네이처
- 미소녀 클럽 31
- 후지키 나오히토
- LM.C
- SG 워너비
- 안재욱
- Lead
- 크레바
- 아베 마오
- 아이코
- 에비스 마스캇츠 1.5
- 헤일로
- SuG
- 사무엘
- 쿠도 시즈카
- 사운드 호라이즌
- 히카사 요코
- 아이디
- 마이틴
- 드림캐쳐
- EMALF
- ART-SCHOOL
- BAND-MAID
- 지창욱

## 가정용 게임 소프트웨어
포니캐년 사는 1982년부터 MSX나 패밀리 컴퓨터 등에서 'Ponyca'명의로 (북미에선 후지산케이 커뮤니케이션 인터내셔널이 담당) 20년간 게임 소프트웨어 발매를 담당해왔으나, 2003년 PS2용 "버추얼 뉴" 게임을 출시한 뒤 사업에서 철수한 상태이다.
- 오냥코 타운(1985년 11월 21일 발매)
- 루나 볼(1985년 12월 5일 발매)
- 슈퍼 핏폴(1986년 9월 5일 발매)
- 자낙(1986년 11월 28일 발매)
- 닥터 카오스(1987년 6월 19일 발매)
- 팬텀 파이터(1988년 9월 16일 발매)
- 태즈매니아 스토리(1990년 7월 27일 발매)
- 오니타 아츠시 FMW(1993년 8월 6일 발매)
- 백색의 링에서:twinkle little star (1995년 12월 27일 발매)
- 얼티마 시리즈
- 어드밴스드 던전 앤 드래곤 시리즈